# غوستاف كلاين
غوستاف كلاين (بالفرنسية: Gustave Klein)‏ هو سباح فرنسي، ولد في 28 نوفمبر 1901 في ستشيلتيغهيم في فرنسا، وتوفي في 2 يناير 1962 في ستراسبورغ في فرنسا.

## روابط خارجية
- غوستاف كلاين على موقع أوليمبيديا (الإنجليزية)